# Gökçebey
Gökçebey (bis 1963 Tefen) ist eine Stadt und Hauptort des gleichnamigen Landkreises der türkischen Provinz Zonguldak in der westlichen Schwarzmeerregion. Die Stadt liegt 43 Straßenkilometer (33 km Luftlinie) südöstlich der Provinzhauptstadt am Fluss Devrek Çayı. Beide Städte sind durch die Fernstraße D 750 verbunden. 1972 wurde Gökçebey zu einer Belediye (Gemeinde) ernannt. 
Der Landkreis liegt im Osten der Provinz und grenzt im Norden an den Kreis Çaycuma, im Westen an den zentralen Landkreis (Merkez) der Provinzhauptstadt Zonguldak sowie an den Kreis Devrek und im Osten an die Provinz Bartın und im Süden an die Provinz Karabük.
Der Landkreis wurde 1990 (Gesetz Nr. 3644) aus dem nordöstlichen Teil des Kreises Devrek gebildet. Als Bucak Gökçebey bestand er bis dahin in dem Kreis und hatte bei der letzten Volkszählung vor der Gebietsänderung (1985) 20.774 Einwohner. Das waren 19,94 % der Bevölkerung des damaligen Kreises Devrek (104.186 Einw.).
Ende 2020 bestand der Kreis (der drittkleinste der Provinz) neben der Kreisstadt (39,4 % der Kreisbevölkerung) mit Bakacakkadı (3.221 Einw.) aus einer weiteren Belediye (Gemeinde). Außerdem gehörten noch 19 Dörfer (Köy) mit durchschnittlich 501 Bewohnern zum Kreis, neun dieser Dörfer hatten mehr Einwohner als der Durchschnitt. Die Skala der Einwohnerzahlen reichte dabei von 921 (Örmeci) hinab bis auf 197.
Der Kreis hatte Ende 2020 eine Bevölkerungsdichte von 114,7 Einw. je km², die drittniedrigste in der Provinz. Der städtische Bevölkerungsanteil betrug 54,71 Prozent. Von allen acht Kreisen der Provinz Zonguldak hatte der Kreis die wenigsten Einwohner (3,55 % der Provinzbevölkerung).